# Юшкевич, Нина Семёновна
Нина Семёновна Юшкевич (1920—1998) — французская артистка балета и американский педагог.

## Биография
Родилась 7 декабря 1920 года в Одессе в семье драматурга и писателя Семёна Соломоновича Юшкевича и его второй жены Анастасии Соломоновны (урождённой Зейлингер). Её сестрой была певица — лирическое сопрано Наталья Семёновна Юшкевич.
Семья покинула Советскую Украину в 1921 году, поселившись в Париже, где они стали гражданами Франции. Нина Юшкевич обучалась балетному искусству у бывших балерин Мариинского театра — Ольги Преображенской и Любови Егоровой, а также у французского хореографа и балетмейстера Лео Стаатса. Также она училась в Школе Лувра и в Парижской консерватории (ныне Парижская Высшая национальная консерватория музыки и танца) по классу фортепиано.
Нина Юшкевич был протеже Брониславы Нижинской, которая в 1930 году привела её в балетный театр Opéra Russe à Paris. Стаатс также приглашал её в свои работы, которые ставил для летнего сезона на Лазурном берегу, включая балеты на плавучей сцене под открытым небом, а также в Ниццкой опере. В 1934 году Юшкевич присоединилась к театру Théâtre de la Danse Nijinska, где дебютировала в роли La Dame en Bleu одноактного балета Les Biches и играла роль Невесты в Le Baiser de la Fée; танцевала травести) в числе мужчин в Bolero. Вместе с другими членами труппы Нижинской Нина Юшкевич присоединилась к Оригинальному русскому балету в сезоне 1934 года в Монте-Карло. Здесь она танцевала вальс в Les Sylphides и появлялась среди амазонок и русских крестьян в Variations Нижинской.
Юшкевич был главным танцором Оригинального русского балета в первом его туре по Австралии и Новой Зеландии в 1936—1937 годах. Здесь она танцевала в роли Принцессы в балете Нижинской Les Cent Baisers, в ролях Одетты в Le Lac des Cygnes и Авроры в Aurora’s Wedding. Также она исполняла роль Главной Нимфы в L’Après-midi d’un faune Вацлава Нижинского; появился в Les Présages Леонида Мясина, Леонид Фёдорович, в Les Contes Russes Жюля Массне, а также в Carnaval и Les Sylphides Михаила Фокина. Британский танцевальный критик Арнольд Хаскелл (Arnold Haskell), который сопровождал тур, высоко оценил работу Нины Юшкевич, назвав её «стопроцентной классической балериной среди молодых танцоров труппы».
Затем Юшкевич вслед за Нижинской последовала в 1937 году в Польшу, где она основала с ней Balet Polski (фр. Ballets Polonais). Вместе с ним выиграла Гран-при за исполнение и хореографию на Всемирной выставке в Париже 1937 года. Сыграла главные роли в балетах Concerto de Chopin, Apollon et la Belle и Le Rappel. Труппа выступала в Лондоне и Берлине. Юшкевич остался в труппе после ухода Нижинской, выступив на Всемирной выставке 1939 года в Нью-Йорке.
Успев уехать из Польши до немецкого вторжения, Юшкевич вернулась в Париж. Бронислава Нижинская, находившаяся в США с 1938 года, пригласила её в 1940 году повторить роль в Chopin Concerto в Голливуд-боуле. Хотя Нина Юшкевич не успела на эту премьеру, она вскоре получила визу для поездки в Америку и выступила в Chopin Concerto в 1942 году на фестивале Jacob's Pillow Dance. В Соединённых Штатах Нина Юшкевич гастролировала с польским коллективом Феликса Садовского (Felix Sadowski), выступала с Metropolitan Opera Ballet. Она появилась в роли Авроры в «Спящей красавице», организованной компанией San Francisco Russian Opera and Ballet Association.
Уйдя со сцены из-за травмы, Нина Юшкевич начал преподавать в Nijinska’s Hollywood Dance Studio, а также в студии Карнеги-холла в Нью-Йорке. Позже основала свою собственную концертную группу Nina Youshkevitch Ballet Workshop. Выйдя замуж, Нина Юшкевич ещё в течение 13 лет преподавала в колледже Wayne State College в Уэйне, штат Небраска. В 1978 году в Нью-Йорке она открыла свою собственную танцевальную школу, также названную Nina Youshkevitch Ballet Workshop, где преподавала до конца жизни.
Умерла 3 ноября 1998 года в Нью-Йроке на Манхэттене, в госпитале Рузвельта.
Была замужем за Робертом Джонсоном (Robert Johnson), и у них был один сын, который в 1998 году был театральным критиком в «The Star-Ledger».